# Egyenlítői-Guinea a 2004. évi nyári olimpiai játékokon
Egyenlítői-Guinea a görögországi Athénban megrendezett 2004. évi nyári olimpiai játékok egyik részt vevő nemzete volt. Az országot az olimpián 1 sportágban 2 sportoló képviselte, akik érmet nem szereztek.

## Atlétika
Férfi

| Versenyző                | Versenyszám    | Előfutam   | Előfutam   | Előfutam   | Elődöntő | Elődöntő | Elődöntő | Döntő   | Döntő    |
| Versenyző                | Versenyszám    | Idő        | Hely.      | Össz.      | Idő      | Hely.    | Össz.    | Idő     | Helyezés |
| ------------------------ | -------------- | ---------- | ---------- | ---------- | -------- | -------- | -------- | ------- | -------- |
| Roberto Caraciolo Mandje | 1500 m         | 4:03,37    | 12.        | 36.        | kiesett  | kiesett  | kiesett  | kiesett | kiesett  |
| Roberto Caraciolo Mandje | 3000 m akadály | nem indult | nem indult | nem indult |          |          |          | kiesett | kiesett  |

Női

| Versenyző         | Versenyszám | Előfutam | Előfutam | Előfutam | Elődöntő | Elődöntő | Elődöntő | Döntő   | Döntő    |
| Versenyző         | Versenyszám | Idő      | Hely.    | Össz.    | Idő      | Hely.    | Össz.    | Idő     | Helyezés |
| ----------------- | ----------- | -------- | -------- | -------- | -------- | -------- | -------- | ------- | -------- |
| Emilia Mikue Ondo | 800 m       | 2:22,88  | 7.       | 41.      | kiesett  | kiesett  | kiesett  | kiesett | kiesett  |